# Nông nghiệp hữu cơ

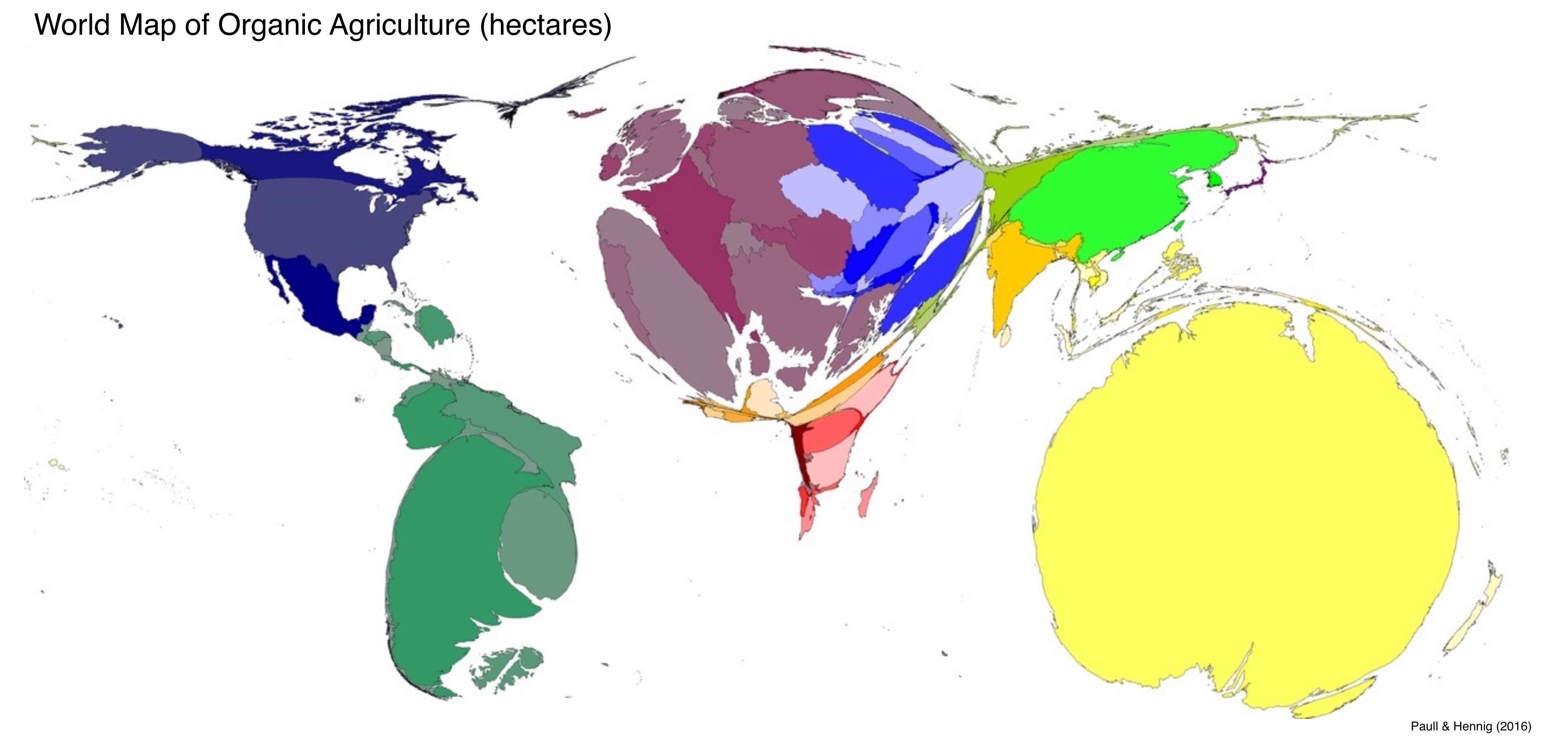
Bản đồ thế giới về nông nghiệp hữu cơ (hecta)

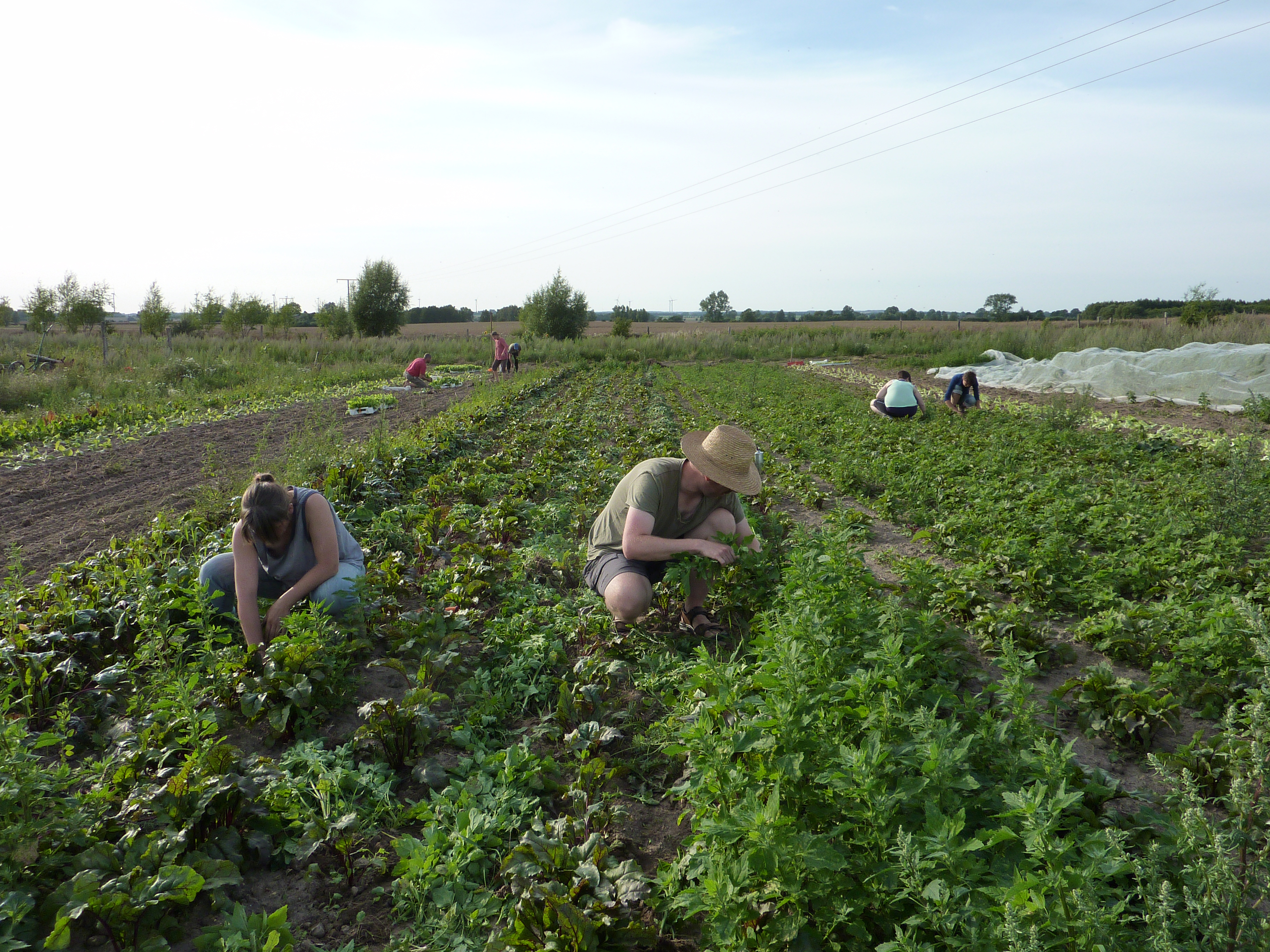
Các thành viên của một cộng đồng hữu cơ hỗ trợ trang trại nông nghiệp gần Rostock, Đức, hỗ trợ nông dân bằng cách nhổ cỏ dại từ cánh đồng củ cải đường.

Trồng trọt hữu cơ hay còn gọi canh tác hữu cơ là một hệ thống nông nghiệp thay thế bắt nguồn từ đầu thế kỷ 20 nhằm phản ứng với các hoạt động canh tác thay đổi nhanh chóng. Nông nghiệp hữu cơ được chứng nhận chiếm 70 triệu ha trên toàn cầu, với hơn một nửa tổng số đó ở Úc.
Nông nghiệp hữu cơ tiếp tục được phát triển bởi các tổ chức khác nhau ngày hôm nay. Nó được xác định bởi việc sử dụng phân bón có nguồn gốc hữu cơ như phân chuồng bón ruộng, phân xanh và bột xương và nhấn mạnh vào các kỹ thuật như luân canh và canh tác xen canh. Thiên địch, trồng hỗn hợp và việc bồi dưỡng động vật ăn côn trùng được khuyến khích.
Các tiêu chuẩn hữu cơ được thiết kế để cho phép sử dụng các chất tự nhiên đồng thời cấm hoặc hạn chế nghiêm ngặt các chất tổng hợp. Ví dụ, thuốc trừ sâu tự nhiên như pyrethrin và rotenone được cho phép, trong khi phân bón tổng hợp và thuốc trừ sâu thường bị cấm. Các chất tổng hợp được phép bao gồm, ví dụ, đồng sunfat, lưu huỳnh nguyên tố và Ivermectin. Các sinh vật biến đổi gen, vật liệu nano, bùn thải của con người, chất điều hòa sinh trưởng thực vật, hormone và sử dụng kháng sinh trong chăn nuôi đều bị cấm.
Những lý do thúc đẩy canh tác hữu cơ bao gồm các lợi thế về tính bền vững, sự cởi mở, tự túc, tự chủ / độc lập, sức khỏe, an ninh lương thực và an toàn thực phẩm.
Các phương pháp nông nghiệp hữu cơ được quy định trên phạm vi quốc tế và được thực thi một cách hợp pháp bởi nhiều quốc gia, dựa phần lớn vào các tiêu chuẩn do IFOAM - Organics International (Liên đoàn các phong trào nông nghiệp hữu cơ quốc tế) (IFOAM), một nhóm lợi ích quốc tế của các tổ chức canh tác hữu cơ được thành lập vào năm 1972. Nông nghiệp hữu cơ có thể được định nghĩa là:
một hệ thống canh tác tổng hợp cố gắng bền vững, tăng cường độ phì nhiê và đa dạng sinh học của đất, trong khi, ngoại lệ hiếm, cấm thuốc trừ sâu tổng hợp, kháng sinh, phân bón tổng hợp, sinh vật biến đổi gen và hormone tăng trưởng.

Kể từ năm 1990, thị trường thực phẩm hữu cơ và các sản phẩm khác đã tăng trưởng nhanh chóng, đạt 63 tỷ đô la trên toàn thế giới vào năm 2012.:25 Nhu cầu này đã thúc đẩy sự gia tăng tương tự trong đất nông nghiệp được quản lý theo phương pháp hữu cơ cơ tăng từ năm 2001 đến 2011 với tỷ lệ gộp 8,9% mỗi năm.
Tính đến năm 2019, khoảng 70.000.000 hécta (170.000.000 mẫu Anh) trên toàn thế giới đã được canh tác hữu cơ, chiếm khoảng 1,4% tổng diện tích đất nông nghiệp trên thế giới.

## Lịch sử
Nông nghiệp đã trải qua quá trình canh tác trong hàng ngàn năm mà không sử dụng hóa chất nhân tạo. Phân bón nhân tạo lần đầu tiên được tạo ra vào giữa thế kỷ 19. Những loại phân bón ban đầu có giá rẻ, tác dụng mạnh và dễ vận chuyển với số lượng lớn. Những tiến bộ tương tự đã xảy ra trong thuốc trừ sâu hóa học vào những năm 1940, dẫn đến thập kỷ được gọi là 'kỷ nguyên thuốc trừ sâu'. Những kỹ thuật nông nghiệp mới này, tuy có lợi trong thời gian ngắn, nhưng đã có tác dụng phụ nghiêm trọng lâu dài hơn như nén đất, xói mòn đất và suy giảm về tổng thể độ phì của đất, cùng với lo ngại liên quan đến hóa chất độc hại cho sức khỏe trong việc cung cấp thực phẩm.:10 Vào cuối những năm 1800 và đầu những năm 1900, các nhà khoa học sinh học đất bắt đầu tìm cách khắc phục các tác dụng phụ này trong khi vẫn duy trì sản lượng cao hơn.
Năm 1921, người sáng lập và tiên phong của phong trào hữu cơ, Ngài Albert Howarai và vợ là Gabrielle Howard, đã trở thành những nhà thực vật học, thành lập một Viện Công nghiệp thực vật để cải thiện phương pháp canh tác truyền thống ở Ấn Độ. Giữa những phương pháp khác, họ đã đem đến các dụng cụ cải tiến và phương pháp chăn nuôi cải tiến từ đào tạo khoa học của họ; sau đó bằng cách kết hợp các khía cạnh của các phương pháp truyền thống Ấn Độ, phát triển các giao thức cho luân canh cây trồng, kỹ thuật chống xói mòn và sử dụng có hệ thống phân trộn và phân chuồng. 
Bị kích thích bởi những kinh nghiệm trong canh tác truyền thống, khi Albert Howard trở về Anh vào đầu những năm 1930, ông bắt đầu ban hành một hệ thống nông nghiệp hữu cơ.
Năm 1924, Rudolf Steiner đã đưa ra một loạt tám bài giảng về nông nghiệp với trọng tâm là ảnh hưởng của mặt trăng, các hành tinh, các sinh vật phi vật chất và các nguyên tố ảnh hưởng. Chúng đã được tổ chức để đáp ứng yêu cầu của những người nông dân tuân thủ nhận thấy tình trạng đất xuống cấp và suy giảm sức khỏe và chất lượng của cây trồng và vật nuôi do sử dụng phân bón hóa học. 
Các bài giảng được xuất bản vào tháng 11 năm 1924; bản dịch tiếng Anh đầu tiên xuất hiện vào năm 1928 với tên Khóa học nông nghiệp.
Vào tháng 7 năm 1939, Ehrenfried Pfeiffer, tác giả của tác phẩm tiêu chuẩn về nông nghiệp sinh học (Bio-Dynamic Farming and Gardening), đã đến Vương quốc Anh theo lời mời của Walter James, Nam tước Northbourne thứ 4 với tư cách là người dẫn chương trình tại Trường học mùa hè Betteshanger và Hội nghị về nông nghiệp Biodynamic tại trang trại của Northbourne ở Kent. Một trong những mục đích chính của hội nghị là tập hợp những người đề xuất các phương pháp khác nhau cho nông nghiệp hữu cơ để họ có thể hợp tác trong một phong trào lớn hơn. Howard tham dự hội nghị, tại đây ông gặp Pfeiffer. Vào năm sau, Northbourne đã xuất bản bản tuyên ngôn về canh tác hữu cơ, Hãy nhìn về đất, trong đó ông đặt ra thuật ngữ "canh tác hữu cơ". Hội nghị Betteshanger đã được mô tả là "mối liên kết còn thiếu" giữa nông nghiệp khí động học và các hình thức canh tác hữu cơ khác.
Năm 1940, Howard xuất bản cuốn  Một thánh kinh về nông nghiệp]] . Trong cuốn sách này, ông đã áp dụng thuật ngữ "nông nghiệp hữu cơ" của Northbourne. Công việc của Howard được lan truyền rộng rãi và ông được biết đến như là "cha đẻ của canh tác hữu cơ" vì đã áp dụng kiến thức và nguyên tắc khoa học vào các phương pháp tự nhiên và truyền thống khác nhau.:45 Ở Hoa Kỳ, Jerome Irving Rodale, người rất quan tâm đến cả ý tưởng và động lực học của Howard, đã thành lập cả một trang trại hữu cơ hoạt động các thử nghiệm và thí nghiệm vào những năm 1940, Viện nghiên cứu Rodale và toà soạn Rodale Press để phổ biến và thúc đẩy các phương pháp hữu cơ tới rộng khắp quần chúng. Những điều này đã trở thành những ảnh hưởng quan trọng đối với sự mở rộng của nông nghiệp hữu cơ. Công việc tiếp theo được thực hiện bởi Lady Eve Balfour (Haughley Experiment) ở Vương quốc Anh và nhiều nơi khác trên thế giới.
Thuật ngữ "nông nghiệp sinh thái" được đặt ra vào năm 1970 bởi Charles Walters, người sáng lập  Tạp chí Acres , để mô tả nông nghiệp không sử dụng "các phân tử nhân tạo của hóa học phóng thích độc hại", một tên gọi khác của nông nghiệp hữu cơ.
Việc nâng cao nhận thức về môi trường trong dân số nói chung trong thời hiện đại đã chuyển đổi phong trào hữu cơ theo hướng cung ban đầu sang hướng theo nhu cầu. Giá cao và một số trợ cấp của chính phủ đã thu hút nông dân. Ở các nước đang phát triển, nhiều nhà sản xuất canh tác theo các phương pháp truyền thống tương đương với canh tác hữu cơ, nhưng không được chứng nhận và có thể không bao gồm những tiến bộ khoa học mới nhất trong nông nghiệp hữu cơ. Trong trường hợp khác, nông dân ở các nước đang phát triển đã chuyển đổi sang các phương pháp hữu cơ hiện đại vì lý do kinh tế.

### Thuật ngữ
Việc sử dụng cụm từ "hữu cơ" phổ biến bởi Howard và Rodale đề cập hẹp hơn đến việc sử dụng các chất hữu cơ đất có nguồn gốc từ phân hữu cơ và phân động vật để cải thiện hàm lượng mùn của đất, được nghiền bằng công trình của các nhà khoa học đất đầu tiên đã phát triển cái được gọi là "canh tác mùn". Từ đầu những năm 1940, hai trường phái có xu hướng hợp nhất.
Mặt khác, các nhà nông học sinh học đã sử dụng thuật ngữ "hữu cơ" để chỉ ra rằng một trang trại nên được xem như một sinh vật sống,:17–19 theo nghĩa của trích dẫn sau:
"Một trang trại hữu cơ, nói một cách chính xác, không phải là một trang trại sử dụng các phương pháp và chất nhất định và tránh những thứ khác; đó là một trang trại có cấu trúc được hình thành bắt chước cấu trúc của một hệ thống tự nhiên có sự toàn vẹn, độc lập và sự phụ thuộc lành tính của một sinh vật"— Wendell Berry, "The Gift of Good Land"

Họ dựa trên công việc của họ dựa trên nền nông nghiệp thay thế theo định hướng tâm linh của Steiner, bao gồm nhiều khái niệm bí truyền khác nhau.

## Phương pháp
"Nông nghiệp hữu cơ là một hệ thống sản xuất để duy trì sức khỏe của đất, hệ sinh thái và con người. Nó dựa trên quá trình sinh thái, đa dạng sinh học và chu trình thích nghi với điều kiện địa phương, chứ không phải là việc sử dụng các yếu tố đầu vào có tác dụng phụ. Nông nghiệp hữu cơ kết hợp truyền thống, đổi mới và khoa học có lợi cho môi trường chung và thúc đẩy các mối quan hệ công bằng, một cuộc sống chất lượng cho tất cả tham gia... "— Liên đoàn Nông nghiệp hữu cơ quốc tế

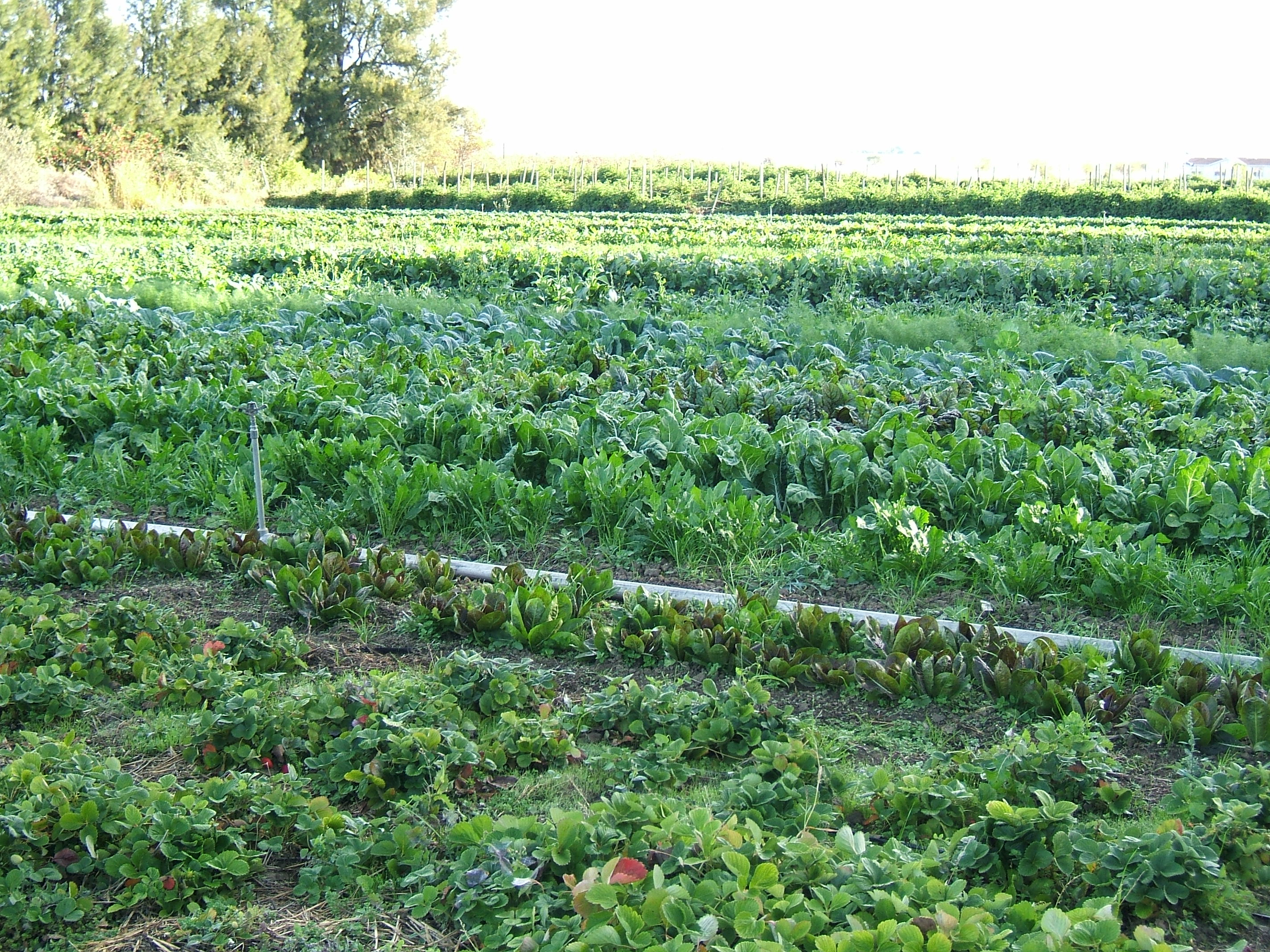
Mô hình canh tác hữu cơ ở California, Hoa Kỳ. Lưu ý hàng rào băng xanh.

Phương pháp canh tác hữu cơ kết hợp kiến thức khoa học của sinh thái học và công nghệ hiện đại với canh tác truyền thống thực hành dựa trên các quá trình sinh học tự nhiên. Phương pháp canh tác hữu cơ được nghiên cứu trong các lĩnh vực sinh thái nông nghiệp (agroecology). Trong khi nông nghiệp thường sử dụng thuốc trừ sâu tổng hợp và phân bón tổng hợp tinh khiết hòa tan trong nước, những người nông dân bị hạn chế bởi quy định việc sử dụng thuốc trừ sâu tự nhiên và phân bón. Một ví dụ về một loại thuốc trừ sâu tự nhiên là pyrethrin, được tìm thấy tự nhiên trong hoa cúc. Các phương pháp chủ yếu của nông nghiệp hữu cơ bao gồm luân canh cây trồng, sử dụng phân xanh, phân compost, sử dụng thiên địch, cơ giới canh tác. Những biện pháp này sử dụng môi trường tự nhiên để nâng cao năng suất nông nghiệp: các loại đậu được trồng để cải tạo, cố định đạm trong đất, động vật ăn thịt côn trùng tự nhiên được khuyến khích, cây trồng được luân chuyển để tránh hiện tượng lưu trú mầm sâu bệnh và đổi mới đất, và các vật liệu tự nhiên như axit kali cacbonat và chất hữu cơ phủ đất được sử dụng để kiểm soát bệnh và cỏ dại. Vật nuôi và hạt giống biến đổi gen được loại trừ.
Canh tác hữu cơ khác về cơ bản canh tác thông thường vì việc sử dụng các loại phân bón carbon so với các loại phân bón tổng hợp hòa tan cao và thiên địch thay vì thuốc trừ sâu tổng hợp, canh tác hữu và canh tác thông thường quy mô lớn không hoàn toàn loại trừ lẫn nhau. Kỹ thuật trong các phương pháp phát triển cho nông nghiệp hữu cơ đã được vay mượn của nông nghiệp truyền thống nhiều hơn. Ví dụ như quản lý dịch hại tổng hợp là một chiến lược nhiều mặt mà việc sử dụng phương pháp hữu cơ khác nhau trong kiểm soát dịch hại bất cứ khi nào có thể, trong canh tác thông thường sử dụng thuốc trừ sâu tổng hợp chỉ như là một phương sách cuối cùng.

### Đa dạng trồng trọt
Canh tác hữu cơ khuyến khích sự đa dạng cây trồng. Các khoa học về sinh thái nông nghiệp đã cho thấy những lợi ích của xen canh (nhiều loại cây trồng trong cùng một không gian), thường được sử dụng trong nông nghiệp hữu cơ. Trồng nhiều loại rau hỗ trợ một phạm vi rộng lớn hơn của côn trùng có ích, các vi sinh vật đất, và các yếu tố khác để có thể tăng thêm sức khỏe cho trang trại tổng thể. Trồng trọt đa dạng giúp môi trường phát triển mạnh và bảo vệ loài bị tuyệt chủng.

### Quản lý đất đai
Canh tác hữu cơ chủ yếu dựa vào sự phân hủy tự nhiên của vật chất hữu cơ, sử dụng các kỹ thuật như ủ phân xanh, phân compost, để thay thế các chất dinh dưỡng lấy từ đất của vụ trước. Quá trình sinh học này, được thúc đẩy bởi các vi sinh vật như nấm rễ, cho phép sản xuất tự nhiên của các chất dinh dưỡng trong đất trong suốt mùa sinh trưởng và đã được gọi là biến đất thành thức ăn để nuôi cây. Canh tác hữu cơ sử dụng một loạt các phương pháp để cải thiện độ phì đất, bao gồm cả luân canh cây trồng, hạn chế làm đất, sử dụng phân compost. Bằng cách giảm công đoạn làm đất thì đất sẽ không bị đảo ngược và tiếp xúc với không khí, ít carbon được thoát vào khí quyển dẫn đến cacbon hữu cơ trong đất nhiều hơn. Điều này có thêm lợi ích của việc cô lập carbon, có thể làm giảm lượng khí nhà kính và giúp đảo ngược sự thay đổi khí hậu.
Cây cần nitơ, phosphor, kali, vi lượng và các quan hệ cộng sinh với nấm hoặc các sinh vật khác để phát triển mạnh, đặc biệt là mức độ yêu càu đồng bộ hóa các điều kiện trên vào đúng thời điểm nhất (khi cây cần nó nhất) là một thách thức lớn đối với người nông dân. Luân canh và phân xanh, cây cải tạo đất (cây che phủ) giúp cung cấp đạm thông qua các cây họ đậu, trong đó nitơ từ không khí được cố định thông qua sự cộng sinh với vi khuẩn rhizobial. Cây trồng xen có chức năng được sử dụng để kiểm soát côn trùng và bệnh tật, cũng có thể làm tăng chất dinh dưỡng trong đất. Tuy nhiên sự cạnh tranh dinh dưỡng giữa các cây họ đậu và các cây trồng chủ đạo có thể trở thành vấn đề và khoảng cách giữa các hàng cây trồng là bắt buộc tuân thủ lưu ý. Vật rơi rụng từ cây trồng có thể được trả lại đất và các loài cây trồng khác nhau đem lại một lượng nitơ khác nhau, có khả năng trợ giúp đồng bộ hóa. Nông dân canh tác hữu cơ cũng sử dụng phân động vật, một số phân bón chế biến dạng bột khoáng như phosphate và các loại bột trầm tích biển (một hình thức tự nhiên của kali) cung cấp kali. Cùng những phương pháp giúp kiểm soát xói mòn. Trong một số trường hợp pH có thể cần phải điều chỉnh. Thay đổi pH tự nhiên bằng các phương pháp dùng vôi và lưu huỳnh, nhưng ở Mỹ một số hợp chất như sắt sulfat, nhôm sulfate, magnesium sulfate, và Bo hòa tan cũng được cho phép trong canh tác hữu cơ.:43
Trang trại hỗn hợp với cả gia súc và cây trồng có thể hoạt động hợp lý, theo đó đất tập hợp khả năng cung cấp thức ăn vật nuôi thông qua tăng trưởng của một số loài cây cố định đạm được sử dụng như cỏ ba lá màu trắng (chẽ ba bò hoa trắng) hoặc cỏ linh lăng (Medicago sativa) và phát triển cây công nghiệp hoặc các loại ngũ cốc khi khả năng phát triển được hình thành. Trang trại mà không chăn nuôi ("stockless") có thể thấy khó khăn hơn để duy trì độ phì của đất vì có thể phải dựa nhiều hơn vào yếu tố đầu vào bên ngoài như mua phân bón cũng như các loại hạt giống cây đậu hạt và cây phủ xanh, cây phân xanh (mặc dù các loại hạt đậu hạt có thể cải tạo nitơ hạn chế vì chúng được thu hoạch phục vụ chăn nuôi). Trang trại trồng trọt trái cây và rau quả trong điều kiện được bảo vệ thường xuyên thay thế nhiều hơn từ các đầu vào bên ngoài.
Nghiên cứu đặc điểm sinh học các sinh vật đất và đất đã được chứng minh có lợi cho nông nghiệp hữu cơ. Giống vi khuẩn và nấm phân hủy hóa chất, vật chất thực vật và chất thải động vật thành các chất dinh dưỡng trong đất sản xuất, chúng đem lại chất lượng và sản lượng tốt hơn cho cây trồng trong tương lai. Năng suất thấp hơn đáng kể ít hoặc không có bổ sung chất dinh dưỡng do giảm tập đoàn vi khuẩn đất. Tăng phân cải thiện hoạt động sinh học, cung cấp một hệ thống đất lành mạnh, giúp hiệu quả canh tác và năng suất cao hơn.

### Quản lý cỏ dại
Quản lý cỏ dại hữu cơ là thúc đẩy ức chế cỏ dại chứ không phải là loại bỏ chúng. Quản lý có dại bằng cách tăng cường các cách tăng cường khả năng cạnh tranh của cây trồng hoặc là trồng xen cây trồng tạo tương tác phytotoxic thực vật tác động lên cỏ dại. Nông dân canh tác hữu cơ tích hợp kinh nghiệm truyền thống, sinh học, cơ khí, vật lý và chiến thuật hóa học để quản lý cỏ dại mà không cần thuốc diệt cỏ nhân tạo.
Tiêu chuẩn hữu cơ đòi hỏi luân canh cây trồng hàng năm, có nghĩa là một loài cây duy nhất không thể phát triển trong cùng một vị trí mà không có luân phiên xen kẽ loài cây trồng khác nhau. Luân canh cây trồng hữu cơ thường xuyên bao gồm cây che phủ ức chế cỏ dại và các loại cây trồng có chu kỳ sống khác nhau để ngăn cỏ dại kết hợp với một cây trồng cụ thể. Hiện nay có nhiều nghiên cứu đang tiếp tục phát triển các phương pháp hữu cơ để thúc đẩy sự tăng trưởng của vi sinh vật tự nhiên ức chế sự phát triển hoặc nảy mầm của cỏ dại.
Kiến thức bản địa khác được sử dụng để nâng cao khả năng cạnh tranh cây trồng và giảm áp lực cỏ dại bao gồm lựa chọn giống cây trồng cạnh tranh, trồng mật độ cao, khoảng cách giữa các hàng chặt chẽ, và trồng muộn (trồng cây chuyển sang từ vườn ươm) để tạo điều kiện cho cây trồng phát triển trước.
Thực hành kiểm soát cỏ dại bằng cơ giới và vật lý được sử dụng trên các trang trại hữu cơ có thể được thực hiện một số biện pháp kỹ thuật như:
- Làm đất – Xáo chuyển đất giữa các loại cây trồng để kết hợp tàn dư cây trồng và cải tạo đất; loại bỏ cỏ dại phát triển hiện tại và chuẩn bị luống trồng; xới chuyển đất sau khi gieo hạt để diệt cỏ dại, (dùng cho việc gieo trồng theo hàng);
- Nhổ và cắt - Loại bỏ tăng trưởng của cỏ dại;
- Đốt - Sử dụng nhiệt và lửa để diệt cỏ dại;
- Che phủ - Chặn cỏ dại xuất hiện với các vật liệu hữu cơ, tấm phủ plastic hoặc vải, nilon.[51]

Một số nhà phê bình, trong đó có tài liệu xuất bản vào năm 1997 bởi David Pimentel của Đại học Cornell mô tả các tác nhân của xói mòn đất trên toàn thế giới, đã tăng lo ngại rằng canh tác góp phần vào sự xói mòn. FAO và các tổ chức khác đã chủ trương canh tác "không cày" đối với cả hai loại canh tác nông nghiệp thường và canh tác hữu cơ, họ cũng chỉ ra kỹ thuật luân canh cây trồng được sử dụng trong canh tác hữu cơ là biện pháp "không cày" tuyệt vời. Một nghiên cứu được xuất bản vào năm 2005 bởi Pimentel và đồng nghiệp khẳng định luân canh và sử dụng băng xanh điển hình của nông nghiệp hữu cơ làm giảm xói mòn đất, dịch hại và giảm sử dụng thuốc trừ sâu. Một số hóa chất có nguồn gốc tự nhiên được phép sử dụng trong thuốc diệt cỏ hữu cơ. Chúng bao gồm các công thức nhất định của axit axetic, bột gluten ngô và các loại tinh dầu. Một vài lựa chọn bioherbicides dựa trên nấm gây bệnh cũng được phát triển.Tuy nhiên, tại thời điểm này, thuốc diệt cỏ hữu cơ và bioherbicides đóng một vai trò nhỏ trong các công cụ kiểm soát cỏ dại hữu cơ.
Cỏ dại có thể được kiểm soát bằng cách dùng động vật ăn cỏ. Ví dụ, ngỗng đã được sử dụng thành công để loại bỏ một loạt cỏ dại ở các nông trang cây trồng hữu cơ bao gồm: bông, dâu tây, thuốc lá, và ngô, điều này làm sống lại việc những hình thức nuôi ngỗng giữ bông phổ biến ở miền nam nước Mỹ trước năm 1950. Tương tự như vậy, một số nông dân trồng lúa cũng sử dụng vịt và cá nước ngọt ruộng lúa để ăn cả cỏ dại và côn trùng.

### Kiểm soát các sinh vật khác

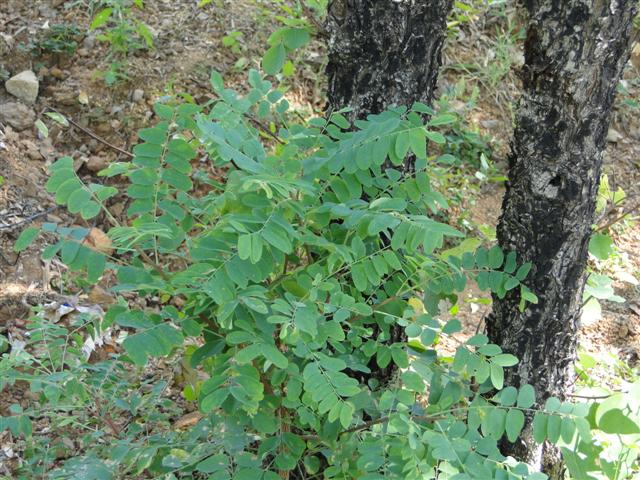
Cây Chloroxylon swietenia được sử dụng kiểm soát dịch hại trong mô hình canh tác lúa gạo hữu cơ ở Ấn Độ

Các sinh vật ngoài cỏ dại gây ra vấn đề trên các trang trại hữu cơ bao gồm động vật chân đốt (ví dụ, côn trùng, ve), tuyến trùng, nấm và vi khuẩn, vi rút,... Biện pháp hữu khuyến cáo áp dụng nhưng không giới hạn:
- Thu hút động vật ăn thịt có ích để kiểm soát sâu bệnh bằng cách tạo cho chúng vườn cây hoặc môi trường sống thay thế, thường là hình thức của một băng xanh hoặc đám ruộng cây làm ngân hàng động vật (thường là bọ cánh cứng).
- Khuyến khích các vi sinh vật có lợi;
- Luân canh cây trồng đến các địa điểm khác nhau qua các vụ, trong một số năm làm gián đoạn chu kỳ sinh sản sâu bệnh;
- Trồng cây hoang dã hoặc cây có sức đề kháng cao để đẩy lùi hoặc tác động đến sự phát triển quần thể sâu bệnh.
- Sử dụng hàng rào bảo vệ cây trồng trong thời kỳ di cư sâu bệnh;
- Sử dụng thuốc trừ sâu sinh học và thuốc diệt cỏ sinh học
- Sử dụng biện pháp tạo va làm cũ luống cây trồng để nảy mầm và tiêu diệt cỏ dại trước khi trồng.[58]
- Vệ sinh để hạn chế môi trường sống sâu bệnh;
- Sử dụng bẫy côn trùng để giám sát và kiểm soát quần thể côn trùng.
- Sử dụng các rào cản vật lý, chẳng hạn như lưới.

Ví dụ về các loài côn trùng ăn thịt có ích bao gồm các chi Orius, chi bọ mắt lớn (Geocoris), và một ít loài thuộc họ Bọ rùa (Coccinellidae) (thường có xu hướng bay đi), tất cả đều ăn một loạt các loài sâu rệp gây hại cho cây trồng. Các loài thuộc họ Bọ cánh màng có gân (Neuroptera) cũng rất hiệu quả nhưng chúng thường bay đi. Các loài bọ ngựa (Mantodea) lại di chuyển chậm hơn và ăn ít hơn rất nhiều. Ong bắp cày ký sinh có hiệu quả đối với con mồi mà họ đã chọn, nhưng giống như tất cả các loài côn trùng nhỏ khác thì chúng có thể kém hiệu quả ở ngoài trời vì gió sẽ ảnh hưởng đến chuyển động của chúng.:66–90
Đương nhiên có thể sử dụng thuốc trừ sâu có các nguồn gốc cho phép trên các trang trại hữu cơ: Bacillus thuringiensis (độc tố vi khuẩn), kim cúc (chiết xuất hoa cúc), spinosad (một chất chuyển hóa của vi khuẩn), Sầu đâu (chiết xuất cây Azadirachta indica) và rotenon (một chiết xuất từ rễ cây họ đậu). Chỉ có chưa tới 10% nông dân sử dụng thuốc trừ sâu thường xuyên, một khảo sát cho thấy chỉ có 5,3% số người trồng rau ở California sử dụng rotenon trong khi 1,7% sử dụng kim cúc.:26 Những thuốc trừ sâu trong danh mục cho phép không phải là luôn luôn an toàn hơn hoặc thân thiện với môi trường hơn so với thuốc trừ sâu tổng hợp và chúng cũng có thể sẽ gây ra thiệt hại.:92 Các tiêu chí chính cho thuốc trừ sâu hữu cơ là chúng phải có nguồn gốc tự nhiên, tuy nhiên một số chất có nguồn gốc tự nhiên cũng đã gây nhiều tranh cãi. Thuốc trừ sâu tự nhiên gây tranh cãi bao gồm rotenon, đồng, sulfat nicotine, và pyrethrum. Rotenon và kim cúc đặc biệt gây tranh cãi vì nhiều ý kiến cho rằng chúng diệt trừ sâu bọ hại bằng bằng cách tấn công các hệ thống thần kinh, giống như hầu hết các loại thuốc trừ sâu thông thường. Rotenon vô cùng độc hại cho cá và có thể gây ra các triệu chứng giống như bệnh Parkinson ở một số loài động vật có vú. Mặc dù kim cúc (pyrethrins tự nhiên) có hiệu quả hơn chống lại côn trùng khi sử dụng với piperonyl butoxide (chất làm chậm sự suy thoái của các pyrethrins), nhưng tiêu chuẩn hữu cơ thường không cho phép sử dụng các chất này.
Nguồn gốc thuốc diệt nấm được phép sử dụng trên các trang trại hữu cơ bao gồm các vi khuẩn Bacillus subtilis, Bacillus pumilus và nấmTrichoderma harzianum. Đây thường là những loại thuốc hiệu quả đối với các bệnh ảnh hưởng đến rễ. Nước ủ phân trộn hữu cơ (phân compost) có chứa một hỗn hợp của các vi khuẩn có lợi, có thể tấn công hoặc gây ra cạnh tranh với tác nhân gây bệnh nào đó, tuy nhiên không phải công thức và phương pháp ủ lấy nước phân compost nào cũng đem lại kết quả phù hợp cho cây trồng, trái lại đôi khi chúng chưa nhiều vi khuẩn độc hại.
Một số loại thuốc trừ sâu có nguồn gốc tự nhiên không được phép để sử dụng trên các trang trại hữu cơ. Chúng bao gồm sulfate nicotine, asen, và strychnine.
Thuốc trừ sâu tổng hợp được phép sử dụng trên các trang trại hữu cơ bao gồm xà phòng diệt côn trùng và các loại dầu làm vườn dùng cho quản lý tiêu diệt côn trùng; dung dịch Bordeaux, đồng hydroxide và natri bicarbonate dùng cho quản lý tiêu diệt nấm. Đồng sunfat và dung dịch Bordeaux hỗn hợp (đồng sunfat hòa nước vôi) được chấp thuận cho sử dụng hữu cơ tại mỗi nước khác nhau, có thể là vấn đề bảo đảm sức khỏe môi trường hơn một số loại thuốc trừ nấm tổng hợp dissallowed trong canh tác hữu cơ. Những quan ngại khác nhau tương tự thường thấy đối với đồng hydroxide. Lặp đi lặp lại ứng dụng đồng sunfat hoặc đồng hydroxide như một loại thuốc diệt nấm cuối cùng có thể dẫn đến sự tích tụ đồng đến mức độc hại trong đất, những nguyên tắc để tránh sự tích lũy quá mức của đồng trong đất xuất hiện trong các tiêu chuẩn hữu cơ khác nhau ở mỗi nơi khác nhau. Vấn đề môi trường cho nhiều loại sinh vật phát sinh ở mức trung bình sử dụng các chất như vậy đối với một số loại cây trồng. Trong các nước thuộc Liên minh châu Âu, việc thay thế thuốc diệt nấm chứa đồng trong sản xuất hữu cơ đang là một chính sách được ưu tiên nghiên cứu.

### Chăn nuôi

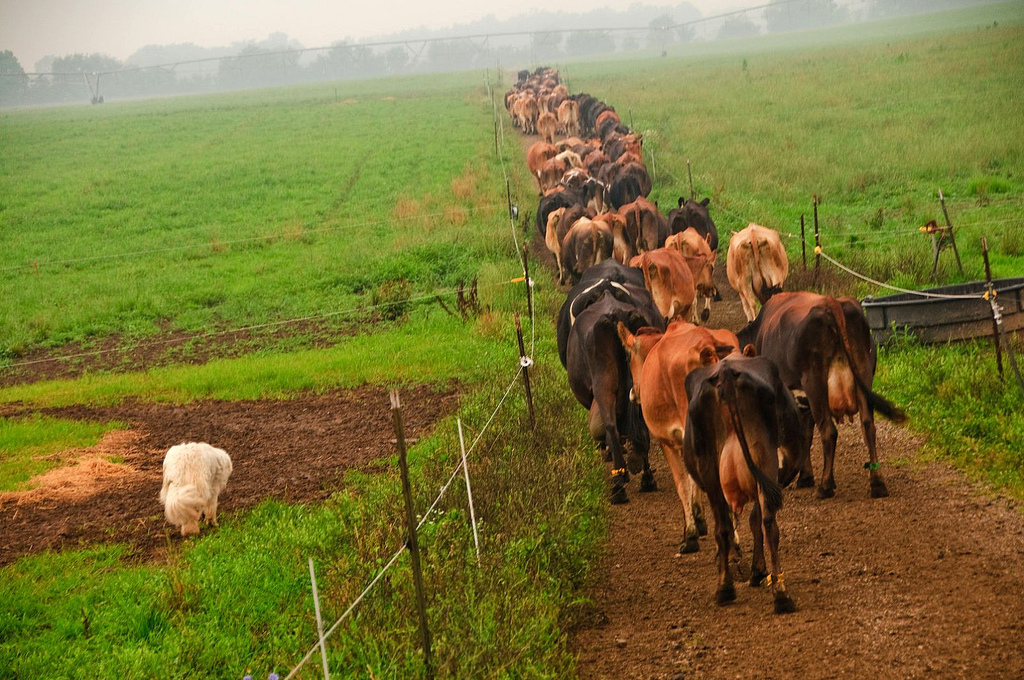
Đối với chăn nuôi, vắc-xin bị hạn chế hoặc cấm trong canh tác hữu cơ ở nhiều nơi

Chăn nuôi gia súc, gia cầm, thịt, sữa và trứng, là một hoạt động truyền thống hỗ trợ bổ sung cho phát triển canh tác. Trang trại hữu cơ cố gắng để cung cấp cho động vật điều kiện sống tự nhiên và thức ăn tốt nhất. Chứng nhận hữu cơ là cơ sở để kiểm chứng rằng gia súc được nuôi theo quy định hữu cơ của bộ Nông nghiệp Hoa Kỳ (USDA) trong suốt cuộc đời của chúng. Các quy định này bao gồm các yêu cầu tất cả các thức ăn động vật phải được chứng nhận hữu cơ.
Chăn nuôi hữu cơ có thể được và phải được điều trị bằng thuốc khi bị bệnh, nhưng không được phép sử dụng thuốc để thúc đẩy tăng trưởng, thức ăn của chúng phải được chứng nhận hữu cơ, và chúng phải được chủ động ăn một cách tự nhiên.:19ff
Ngoài ra, trâu, bò, ngựa và một số loại gia súc đã từng là các đối tượng cung cấp sức kéo cho trang trại, sinh sản, cung cấp phân chuồng, … Đối với phương pháp nuôi trồng hữu cơ thì những hoạt động trên được hạn chế tới mức nhỏ nhất.

### Biến đổi gen
Một đặc điểm quan trọng của nông nghiệp hữu cơ là sự từ chối các đối tượng thực vật và động vật biến đổi gen. Vào ngày 19 Tháng 10 năm 1998, các đại biểu tại Hội nghị khoa học lần thứ 12 IFOAM đã ban hành Tuyên bố Plata Mardel, nơi có hơn 600 đại biểu đến từ hơn 60 quốc gia bỏ phiếu nhất trí để loại trừ việc sử dụng các sinh vật biến đổi gen trong sản xuất lương thực và nông nghiệp.
Mặc dù phản đối mạnh mẽ việc sử dụng bất kỳ công nghệ chuyển gen trong nông nghiệp hữu, các nhà nghiên cứu nông nghiệp Luis Herrera-Estrella và Ariel Alvarez-Morales vẫn tiếp tục ủng hộ sự kết hợp của công nghệ chuyển gen vào nông nghiệp hữu cơ là tối ưu có ý nghĩa đối với nông nghiệp bền vững, đặc biệt là ở các nước đang phát triển. Cũng giống như hai tác giả trên, nhà khoa học Pamela Ronald ủng hộ xem và xây dựng công nghệ sinh học nhất quán với các nguyên tắc hữu cơ.
Mặc dù công nghệ biển đổi gen (GMO) được loại trừ khỏi nông nghiệp hữu cơ nhưng có nhiều lo ngại rằng các hạt phấn hoa từ cây trồng biến đổi gen sẽ ngày càng tác động đến các giống cây truyền thống, chúng sẽ khiến các bộ gen thâm nhập vào gen của các cây trồng hữu cơ, để ngăn cản điều này ngoài tự nhiên là rất khó. Quy định về hạn chế cây trồng biến đổi gen ở mỗi nước là có mức độ khác nhau.

### Dụng cụ
Người nông dân thường sử dụng nhiều nông cụ truyền thống cho sản xuất nông nghiệp ở nông trại. Do các mục tiêu phát triển bền vững trong nông nghiệp hữu cơ, nông dân canh tác hữu cơ sẽ cố gắng giảm thiểu sự phụ thuộc vào nhiên liệu hóa thạch. Trên thế giới đang phát triển các trang trại hữu cơ nhỏ, công cụ thường được hạn chế dùng đến các loại máy móc cầm tay và động cơ diesel. Một số nông dân canh tác hữu cơ đã sử dụng năng lượng tái tạo ở nông trại và thậm chí có thể sử dụng agrivoltaics (hệ thống năng lượng nông trại) hay sản xuất năng lượng tại chỗ. Một nghiên cứu gần đây đánh giá việc sử dụng phần mềm nguồn mở và máy in 3-D (gọi là hệ thống RepRaps, sử dụng nhựa sinh học axit polylactic (PLA)) ở các trang trại hữu cơ. PLA là vật liệu có khả năng phân hủy sinh học mạnh mẽ và có thể tái chế nhựa nhiệt dẻo, thích hợp cho một loạt các công cụ xuất ở nông trại trong các khâu: dụng cụ cầm tay, dụng cụ chế biến thực phẩm, dụng cụ quản lý động vật, dụng cụ quản lý nguồn điện nước và thủy canh. Phần mềm nguồn mở giúp người nông dân có thể điều khiển các thiết bị trên nông trang của mình, điều này được thể hiện rõ qua mã nguồn mở sinh thái học (Open Source Ecology - OSE).

## Tiêu chuẩn
Tiêu chuẩn quy định phương pháp sản xuất và trong một số trường hợp là kết quả cuối cùng cho nông nghiệp hữu cơ. Tiêu chuẩn có thể là quy định tự nguyện hoặc luật hóa. Vào đầu những năm 1970 các hiệp hội tư nhân chứng nhận sản xuất hữu cơ. Trong những năm 1980, các chính phủ đã bắt đầu xây dựng các hướng dẫn sản xuất hữu cơ. Trong những năm 1990, một xu hướng tiêu chuẩn luật hóa bắt đầu, đáng chú ý nhất năm 1991 các nước liên minh châu Âu đã cho phát triển bộ tiêu chuẩn EU-Eco, trong đó thiết lập các tiêu chuẩn cho 12 quốc gia, và ở Anh năm. Theo sau các tiêu chuẩn của EU là Nhật Bản năm 2001 và Mỹ trong năm 2002 (Mỹ đã tạo ra tiêu chuẩn hữu cơ quốc gia (National Organic Program -NOP). Đến năm 2007, có hơn 60 quốc gia đã quản lý canh tác hữu cơ (IFOAM 2007: 11). Năm 2005 IFOAM tạo ra các bộ nguyên tắc của nông nghiệp hữu cơ, một hướng dẫn quốc tế về tiêu chuẩn chứng nhận. Thông thường các cơ quan công nhận thoe nhóm chứ không phải là các trang trại cá nhân.
Sản xuất vật liệu hữu cơ được sử dụng trong thực phẩm lại được kiểm tra độc lập bởi Viện nghiên cứu về vật liệu hữu cơ.

### Phân ủ
Sử dụng phân bón cũng có thể đem đến nguy cơ gây ô nhiễm thực phẩm có vi khuẩn từ ruột động vật, kể cả các chủng gây bệnh của vi khuẩn E.coli đã gây ngộ độc chết người do ăn thực phẩm hữu cơ. Để phòng ngừa nguy cơ này, bộ Nông nghiệp Hoa Kỳ đã đưa ra tiêu chuẩn canh tác hữu cơ yêu cầu phân phải được khử trùng qua nhiệt độ cao trong phương pháp ủ yếm khí sinh nhiệt. Nếu phân động vật được sử dụng, phải được cách ly 120 ngày trước ngày thu hoặc sản phẩm (nếu sản phẩm cuối cùng tiếp xúc trực tiếp với đất, hoặc cách ly 90 ngày trước thu hoạch nếu sản phẩm thu hoạch không tiếp xúc trực tiếp với đất.

## An ninh lương thực thế giới
Năm 2007, Tổ chức Nông lương Liên Hợp Quốc (FAO) cho rằng nông nghiệp hữu cơ thường dẫn đến giá cao thành nông sản cao hơn và do đó thu nhập tốt hơn cho người nông dân, vì vậy nó cần được thúc đẩy. Tuy nhiên, FAO nhấn mạnh rằng bằng canh tác hữu cơ người ta không thể nuôi sống nhân loại hiện nay, thậm chí còn ít đáp ứng được hơn nữa khi dân số thế giới lớn hơn trong tương lai. Các dữ liệu và mô hình cho thấy rằng canh tác hữu cơ là chưa đủ. Do đó phân bón hóa học là cần thiết để tránh đói. Phân tích khác bởi nhiều nhà điều hành kinh doanh nông nghiệp, các nhà khoa học nông nghiệp và sinh thái, các chuyên gia nông nghiệp quốc tế tiết lộ những ý kiến cho rằng canh tác hữu cơ sẽ không chỉ tăng nguồn cung lương thực của thế giới, nó còn có thể là cách duy nhất xoá đói.
FAO nhấn mạnh rằng sử dụng phân bón và hoá chất đầu vào khác nhiều có thể làm tăng năng suất sản xuất, đặc biệt là ở châu Phi, nơi phân bón hiện đang được sử dụng ít hơn ở châu Á tới 90%. Ví dụ ở Malawi năng suất đã được đẩy mạnh khi sử dụng hạt giống và phân bón. FAO cũng kêu gọi sử dụng công nghệ sinh học vì nó có thể giúp nông dân nâng cao thu nhập và an ninh lương thực.
Cũng theo chương trình Đối tác mới vì sự phát triển châu Phi (New Partnership for Africa's Development - NEPAD) của liên minh châu Phi, họ đã đưa ra thông báo rằng để chống nạn đói và ngăn ngừa suy dinh dưỡng ở châu Phi thì cần sử dụng phân bón và hạt giống nâng cao.
Theo một nghiên cứu gần đây của ScienceDigest, thực hiện quản lý sản xuất hữu cơ tốt nhất có thể đem lại năng suất trung bình ít hơn thông thường chỉ có 13%. Tại các quốc gia nghèo nhất thế giới nơi mà hầu hết người dân có cuộc sống đói nhất thế giới và là nơi mà đầu vào nông nghiệp truyền thống đắt đỏ và ngoài tầm sử dụng của đa số nông dân thì việc áp dụng quản lý hữu cơ thực sự làm tăng năng suất 93% so với nền sản xuất hiện tại, điều đó có thể là một phần quan trọng của tăng cường an ninh lương thực.

## Tác động

### Môi trường và khí thải
Các nhà nghiên cứu tại trường đại học Oxford đã phân tích kết quả từ 71 nghiên cứu và quan sát thấy rằng các sản phẩm hữu cơ đôi khi tác động tồi tệ hơn cho môi trường. Sữa hữu cơ, ngũ cốc và thịt lợn tạo ra phát thỉ khí nhà kính cao hơn môi sản phẩm cùng loại thông thường. Cũng trong các nghiên cứu đó thì thịt bò hữu cơ và dầu ô-liu có lượng khí thải thấp hơn các sản phẩm còn lại. Sản phẩm hữu cơ thường cần ít năng lượng hơn, nhưng lại cần nhiều đất hơn. Trên mỗi đơn vị sản phẩm thì sản phẩm hữu cơ tạo ra thẩm thấu nitơ cao hơn, các khí thải oxit nitơ, amonia, hiện tượng phú dưỡng và axit hóa tiềm tàng thường cao hơn so với quy ước phát triển bình thường. Nhưng những khác biệt về chỉ số môi trường khác là không đáng kể. Các nhà nghiên cứu kết luận rằng "Hầu hết các nghiên cứu so sánh đa dạng sinh học trong nông nghiệp hữu cơ và nông nghiệp thông thường chứng minh rắng tác động môi trường từ nông nghiệp hữu cơ là thấp hơn". Các nhà nghiên cứu tin rằng lý tưởng sẽ là phát triển hệ thống mới mà xem xét cả hai môi trường, sử dụng cả phương pháp nông nghiệp hữu cơ và nông nghiệp thông thường để thiết lập đất dành cho động vật hoang dã và lâm nghiệp bền vững cùng với phát triển các phương thức để tạo ra sản lượng cao.
Những người ủng hộ nông nghiệp hữu cơ đã tuyên bố rằng nông nghiệp hữu cơ nhấn mạnh chu kỳ khép kín chất dinh dưỡng, đa dạng sinh học và quản lý đất có hiệu quả cung cấp khả năng giảm thiểu và thậm chí đảo ngược những tác động của biến đổi khí hậu và nông nghiệp hữu cơ có thể làm giảm lượng khí thải nhiên liệu hóa thạch. Hiệu quả hấp thụ carbon của các hệ thống canh tác hữu cơ ở vùng khí hậu ôn đới gần gấp đôi (575-700 kg carbon mỗi ha mỗi năm - 510-625 lb / ac / an) và đem lại khả năng cải tạo đất thông thường, chủ yếu là do việc sử dụng các loài cây che phủ trong các vụ luân canh hữu cơ.
Các nhà phê bình, những người phản đối phương pháp canh tác hữu cơ tin rằng tăng diện tích đất cần thiết cho trang trại thực phẩm hữu cơ có khả năng có thể phá hủy các khu rừng nhiệt đới và quét sạch nhiều hệ sinh thái.

### Chất lượng và an toàn thực phẩm
Có thể có một số khác biệt trong hàm lượng các chất dinh dưỡng và chất ức chế hấp thụ dinh dưỡng ở thực phẩm hữu cơ so với thực phẩm thông thường. Các thay đổi của sản xuất và chế biến thực phẩm dẫn đến không thể kết luận rằng thực phẩm hữu có là an toàn hơn hay tốt hơn thực phẩm thông thường. Việc cho rằng thực phẩm hữu có có mùi vị tốt hơn hoàn toàn không có căn cứ khoa học.

### Bảo vệ đất
Những người ủng hộ cho rằng đất trong canh tác hữu cơ được quản lý có chất lượng cao hơn và giữ nước tốt hơn. Điều này có thể giúp tăng năng suất cho các trang trại hữu cơ trong những năm hạn hán. Canh tác hữu cơ có thể cải tạo, bổ sung các chất hữu cơ trong đất tốt hơn so với canh tác thông thường, nó cũng cho thấy tác dung tăng năng suất dài hạn từ nông nghiệp hữu cơ. Một nghiên cứu kéo dài suốt 18 năm của phương pháp canh hữu cơ trên đất nghèo dinh dưỡng ở vùng khí hậu ôn đới đã kết luận rằng độ phù của đất và sản lượng cây trồng cao hơn, cũng lập luận cho rằng có nhiều lợi ích từ nông nghiệp hữu cơ có nguồn nguyên liệu đầu vào cần bổ sung mà không thể tự duy trì.
Trong ấn phẩm "The Erosion of Civilizations", nhà địa mạo học David Montgomery đã chỉ ra một cuộc khủng hoảng đến từ xói mòn đất. Nông nghiệp chủ yếu diễn ra ở khoảng một mét đất tầng trên bề mặt và điều đó sẽ khiến nó bị cạn kiệt nhanh gấp 10 lần khi nó bị cày xới. Không cày xới và một số yêu cầu khác về thuốc trừ sâu là một cách để giảm thiểu xói mòn. Tuy nhiên, một nghiên cứu năm 2007 của Bộ Nông nghiệp Hoa Kỳ lại cho thấy rằng đất có các ứng dụng phân bón trong nông nghiệp hữu cơ có cày cấy là tốt hơn đất không cày cấy.

### Đa dạng sinh học
Việc bảo tồn các nguồn tài nguyên thiên nhiên và đa dạng sinh học là một nguyên tắc cốt lõi của sản xuất hữu cơ. Ba quản lý thực hành (cấm hoặc giảm sử dụng thuốc trừ sâu hóa học và phân bón vô cơ; quản lý thân thiện môi trường sống không có cây trồng; duy trì canh tác hỗn hợp) mà chủ yếu là nội tại (nhưng không độc quyền) để canh tác hữu cơ đặc biệt có lợi cho đất nông nghiệp, động vật hoang dã. Sử dụng thực tiễn thu hút hoặc giới thiệu cho côn trùng có ích, cung cấp môi trường sống cho các loài chim và động vật có vú, và tạo điều kiện làm tăng tính đa dạng sinh học đất phục vụ để cung cấp các dịch vụ sinh thái quan trọng cho hệ thống sản xuất hữu cơ. Ưu điểm của các tập quán sản xuất có chứng nhật hoạt động hữu cơ bao gồm: 1) giảm sự phụ thuộc vào đầu vào phát sinh bên ngoài; 2) giảm chi phí quản lý dịch hại; 3) tạo các nguồn nước sạch đáng tin cậy hơn; 4) thực vật thụ phấn sinh sản tốt hơn.
Đối với các loài trong tự nhiên mà chúng không phải là đối tượng cây trồng mục đích của canh tác nông nghiệp thì những quan sát thực nghiệm cho thấy chúng phong phú và đa dạng hơn tới 30% khi áp dụng các canh tác hữu cơ. Chim, bướm, các vi khuẩn đất, bọ cánh cứng, giun đất, nhện, thảm thực vật, động vật có vú có mối tương quan rõ rệt. Ở điều kiện không có thuốc diệt cỏ và thuốc trừ sâu thì chỉ số đa dạng sinh học và mật độ loài đã được cải thiện. Nhiều loài cỏ dại thu hút côn trùng có ích để cải thiện chất lượng đất, cỏ dại cũng trở thành thức ăn cho gia súc. Sinh vật đất thường được cải thiện khi quần thể vi khuẩn tăng lên nhờ phân bón tự nhiên như phân gia súc, gia cầm thải loại trực tiếp và hạn chế sử dụng thuốc diệt cỏ, thuốc trừ sâu. Thử nghiệm so sánh đối chứng suốt 21 năm giữa các lô canh tác hữu cơ và canh tác thông thường đã rút ra được kết luận việc tăng chỉ số đa dạng sinh học, đặc biệt là các vi sinh vật có lợi trong đất và Mycorrhizae là tác nhân cho việc tăng năng suất của canh tác hữu cơ.
Đa dạng sinh học từ nông nghiệp hữu cơ vốn được tác động từ thiết kế và tính toán của con người. Các loài trong trang trại hữu cơ được tăng cường tính bền vững bằng các giảm các đầu vào phụ thuộc con người như phân bón và thuốc trừ sâu.